# El Avion de las Tres
El Avion De Las Tres là album đầu tay của ban nhạc Mexico AK-7. Bài hát của họ được thu âm trong phòng thu của Joel Solis cùng với Eusebio "El Chivo" Cortez, cả hai đều là cựu thành viên của "Los Bukis", một ban nhạc Mexico thành công. Univision Records đã xác nhận rằng album của AK-7 đã vượt quá 60 nghìn bản bán ra trong những tháng đầu tiên.

## Danh sách bài hát
1. Este Corazon Llora
2. Cariñito de Mi Vida
3. Claridad (Stella Stai)
4. La Llamada
5. Pero Me Acuerdo de Ti
6. Los Vergelitos
7. El Avion de las Tres
8. Valentin de La Sierra
9. Mi Abuelito
10. Lo He Decidido
11. Este Corazon Llora [Balada](bài hát tặng kèm)

## Xếp hạng
| Bảng xếp hạng (2007) | Vị trí cao nhất |
| -------------------- | --------------- |
| Top Heatseekers      | 13              |
| Top Latin Albums     | 23              |
| Regional Mexican     | 3               |